# Musical Chairs
Musical Chairs is het derde studioalbum van de Amerikaanse rockband Hootie & the Blowfish. Het album bevat de hitsingles "I Will Wait", "Only Lonely" en "Wishing". Musical Chairs werd ruim een miljoen maal verkocht in de Verenigde Staten en was daar minder succesvol als zijn voorganger Fairweather Johnson.

## Tracklist
1. "I Will Wait" - 4:15
2. "Wishing" - 2:48
3. "Las Vegas Nights" - 4:05
4. "Only Lonely" - 4:38
5. "Answer Man" - 3:22
6. "Michelle Post" - 2:20
7. "Bluesy Revolution" - 4:46
8. "Home Again" - 4:07
9. "One by One" - 3:50
10. "Desert Mountain Showdown" - 2:45
11. "What's Going on Here" - 4:36
12. "What Do You Want from Me Now" - 3:40

Hidden tracks
1. "Stilte" - 0:30
2. "Stilte" - 0:30
3. "Closet Full of Fear" - 3:18

## Hitlijsten en verkoop
| Land                      | Toppositie | Certificatie | Verkoop                   |
| ------------------------- | ---------- | ------------ | ------------------------- |
| Canada (Music Canada)     | 27         | -            | -                         |
| Duitsland (BVMI)          | 72         | -            | -                         |
| Nieuw-Zeeland (RMNZ)      | 20         | -            | -                         |
| Schotland (OCC)           | 14         | -            | -                         |
| Verenigd Koninkrijk (BPI) | 15         | -            | -                         |
| Verenigde Staten (RIAA)   | 4          | Platina      | 1.000.000+ (oktober 1998) |